# Еми Ньотер
Амали Еми Ньотер (на немски: Amalie Emmy Noether), известна като Еми Ньотер, е немска математичка, известна с трудовете си по алгебра и алгебрична геометрия, както и с преподавателската си дейност.
Алберт Айнщайн, Норберт Винер, Херман Вайл, Жан Дьодоне и Павел Александров я описват като най-важната жена в историята на математиката.
Тя е един от най-значимите математици в началото на 20 век и заедно със София Ковалевска е една от най-значимите жени в математиката изобщо.
Дъщеря е на математѝка Макс Ньотер и е родена в Ерланген през 1882 година, където през 1902 година завършва математика в Ерлангенския университет. По-малкият ѝ брат Фриц Ньотер е математик и механик, племенникът ѝ Готфрид Ньотер е статистик. Семейството има еврейско потекло.
През 1916 г. Еми се установява в Гьотинген и остава там до 1933, с единствена пауза през академичната 1928-29 година, когато чете курсове по абстрактна алгебра в Московския университет. В Гьотингенския университет Ньотер преподава от 1922 година като нещатен доцент, като получава работата основно благодарение на Давид Хилберт и Феликс Клайн, които със застъпничеството си преодоляват предразсъдъците и съпротивата на консервативните кръгове в Пруската академия на науките. Фактът, че Ньотер е жена, се оказва обаче формална пречка тя да бъде назначена на щат и да стане член на университетския сенат. По този повод известният със своя остър език Хилберт казва „Господа, нали сенатът не е баня? Защо жена да не може да влезе в него!“
През 1933 г. поради еврейския си произход Ньотер е изгонена от университета. Тя емигрира в САЩ, където получава покана да чете лекции в девическия колеж в Брин Мар и в Института за перспективни изследвания към Принстънския университет.
Много нейни съвременници, сред които Норберт Винер, Павел Александров и Херман Вайл, говорят за дълбочината на математическата ѝ мисъл и способността ѝ да увлича студентите с идеите си. Тя никога не създава семейство и компенсира майчинството с грижите, които полага за учениците в школата си. Най-блестящият от тях, холандският алгебрик Бартел Лендерт ван дер Варден, става и най-големият популяризатор на идеите и разработките ѝ.
Работите на Еми Ньотер в областта на алгебрата оказват голямо влияние и най-вече за формирането на т.нар. обща или абстрактна алгебра. Научната дейност на Ньотер условно може да се раздели на три периода:
- през 1907–1919 година се занимава с нерешените проблеми, формулирани от Хилберт и Камий Жордан.
- през 1920–1926 година съсредоточава изследванията си в теорията на идеалите.
- след 1927 година разработва областта на некомутативните алгебри.

Още през 1918 г. Ньотер формулира фундаменталната теорема на теоретичната физика, наречена теорема на Ньотер, свързваща законите за запазване (на енергията, импулса масата и т.н.) със симетриите на системите. Тази теорема има голямо значение за класическата и квантовата механика, както и за квантовата теория на полето.